# Dilochia elmeri
Dilochia elmeri är en orkidéart som beskrevs av Oakes Ames. Dilochia elmeri ingår i släktet Dilochia och familjen orkidéer.
Artens utbredningsområde är Filippinerna. Inga underarter finns listade i Catalogue of Life.